# 봉성주
봉성주(奉聖州)는 요나라시기 설치된 중국의 옛 주로 지금의 장자커우시 줘루현에 치소를 두었다. 본래 당나라가 설치한 신주(新州)에 속했으나 937년 거란군의 도움으로 후진을 건국한 석경당이 연운 16주를 할양할 때 거란에 할양되었다. 요나라가 금나라에 의해 멸망하고 송나라가 연운 16주를 할양받은뒤에는 운중부로에 일시적으로 속했고 정강의 변으로 금나라가 화북전역을 차지한 뒤 1209년(금 위소왕 대안 원년) 덕흥부(德興府)로 격상되어 서경로에 속했다.

## 행정

### 요, 송
급은 상(上)급이었고 군명은 무정군(武定軍)이며 절도가 주의 민정을 맡았다. 온천, 용문산(龍門山), 탁록산(涿鹿山)이 있었다. 동남쪽으로 남경까지 300리 거리이며, 서북으로 서경까지440리거리에 있었다. 서경도부서사(西京道部署司)가 주의 군정을 맡았다. 3주 4현을 통치했다.
| 현명/주명 | 한자   | 군명           | 대략적 위치                  | 비고 |
| --------- | ------ | -------------- | ---------------------------- | --- |
| 영흥현    | 永興縣 | 永興縣         | 장자커우 시 줘루 현          | 주의 치소와 한나라 탁록현이 있던 곳이다. 8,000호가 살았다. |
| 반산현    | 礬山縣 | 礬山縣         | 줘루 현 반산진(礬山鎭)       | 한나라 군도현이 있던 곳이다. 산이 백록반(白綠礬)에서 나온다. 반산(礬山)과 상건하가 있다. 주 남쪽 60리에 있다. 3,000호가 살았다. |
| 용문현    | 龍門縣 | 龍門縣         | 장자커우 시 츠청 현          | 4,000호가 살았다. |
| 망운현    | 望雲縣 | 望雲縣         | 츠청 현 북부                 | 망운천이 있던 곳이다. 요 경종이 이곳에 잠저를 세우고 정사(井肆)를 두었다. 목종이 사망하고 경종이 국통을 잇는다는 이유로 어장(禦莊)으로 칭했다. 후에 망운현을 설치했다. 창민궁에 속했다. 주 동북 260리거리에 있다. 1,000호가 살았다. |
| 귀화주    | 歸化州 | 웅무군(雄武軍) | 장자커우 시 쉬안화 구        | 상급주로 자사가 주의 민정을 맡았다. 한나라 하락현이 있다가 북위가 문덕현으로 고쳤다. 당나라가 무주로 승격시킨뒤에 당 희종이 의주(毅州)로 고쳤다. 후당태조 이존욱이 무주(武州)로 복구했다가 이사원이 의주(毅州)로 개명했다. 후진 석경당이 이곳을 할양했고, 요나라가 지금의 이름으로 고쳤다. 상건하, 회하천(會河川), 애양천(愛陽川), 탄산(炭山)이 있다. 승천황후가 이곳에 있는 양전에서 더위를 피했다. 산의 북동쪽 30리에 새로운 양전이 있는데, 경종이 이곳에서 더위를 피했다. 주에서 서북쪽으로 서경까지 450리거리이다.                                                        |
| 문덕현    | 文德縣 | 文德縣         | 장자커우 시 쉬안화 구        | 귀화주의 치소였으며 10,000호의 주민을 거느렸다. 요사에는 한나라 여기현의 고지로 기록되어있다. |
| 가한주    | 可汗州 | 청평군(淸平軍) | 장자커우 시 화이라이 현 북동 | 하급주로 자사가 주의 민정을 맡았다. 한나라 반현(潘縣)이 있다가 북위에서 폐했다. 북제에서 북연군(北燕郡)을 설치하고 현을 회융현(懷戎縣)으로 개명했다. 수나라가 북연군을 폐하고 탁군에 소속시켰다. 당나라 무덕연간에 북연주를 설치하고 현을 복구했다. 634년(정관 8년)에 규주(媯州)를 설치했다. 오대십국시대에 해족의 추장이 수많은 아장을 규주에 두고 자신을 서해(西奚)라 칭했다. 이들이 가한주로 칭했다가 요에서 연운십육주로서 할양받은 뒤에 그대로 따랐다. 성내에 규천(嬀泉)이 있다. 그리고 온천, 판천(版泉), 마계산(磨笄山), 계명산(雞鳴山), 교산(喬山), 역산(歷山)이 있다. |
| 회래현    | 懷來縣 | 懷來縣         | 장자커우 시 화이라이 현 북동 | 거란이 석경당에게 할양받은 직후 회융현에서 지금의 이름으로 개명했다. |
| 유주      | 儒州   | 진양군(縉陽軍) | 베이징시 옌칭구              | 상급주로 절도사가 주의 민정을 맡았다. 당에서 설치했으며 연운16주로 할양받은 16주중 하나이다. 924년(동광 2년), 신주(新州)에 속했다. 요 태종이 봉성주로 고쳤다가 봉성주의 속주로 바꿨다. 남해하(南奚河), 고하(沽河), 송왕골(宋王峪), 도욕구(桃峪口)가 있다. |
| 진산현    | 縉山縣 | 縉山縣         | 베이징시 옌칭구              | 한나라 광밀현(廣蜜縣)으로 불리다가 당나라 천보연간에 규천현에서 지금의 이름으로 규천현에서 분리신설하며 설치된 것이다. 5,000호가 살았다. |

### 금
80,868호 6현 1진을 거느렸다.
| 현/진명 | 한자   | 대략적 위치                  | 비고 |
| ------- | ------ | ---------------------------- | --- |
| 덕흥의  | 德興倚 | 장자커우 시 줘루 현          | 1209년 영흥현에서 개명되었다. 탁록정(涿鹿定), 동수진(東水鎭), 계명산(雞鳴山)이 있다. |
| 규천현  | 媯川縣 | 장자커우 시 화이라이 현 북동 | 1195년(금 장종 명창 6년) 가한주 회래현이 지금의 이름으로 개명되었다. 현 서북쪽에 1193년(금 장종 명창 4년)에 세워진 합하귀관석교(合河龜館石橋)가 있다.                                                      |
| 진산현  | 縉山縣 | 베이징 시 옌칭 구            | 1141년(금 희종 황통 원년) 유주를 폐지하고 현으로 격하되었다. 1212년(금 위소왕 숭경 원년) 진주(鎭州)로 격상되었다. 영안진(永安鎭)이 있었다.                                                                 |
| 망운현  | 望雲縣 | 츠청 현 북부                 | |
| 반산현  | 礬山縣 | 줘루 현 반산진(礬山鎭)       | 금나라가 점령한 초기에 홍주(弘州)에 속했으나 1192년(금 장종 명창 3년) 본주로 내속되었다. |
| 용문현  | 龍門縣 | 장자커우 시 츠청 현          | 금나라가 점령한 초기에 홍주(弘州)에 소속되었다가 후에 본주로 내속되었다. 1192년 선덕주로 이관되었다. 1205년(금 장종 태화 5년) 용문현의 현령에게 본현의 민정을 겸하게 했다. 행궁인 경녕궁(慶寗宮)이 있었다. |

1. ↑  《요사》 권41 지리지 5 서경도
2. ↑  《금사》 권24 지리지 1 서경로 덕흥부